# آزاد آمریکا ۲۰۰۹ (تنیس)
آزاد آمریکای ۲۰۰۹ (به انگلیسی: 2009 US Open)، آخرین گرنداسلم تقویم میلادی، از تاریخ ۳۱ اوت تا ۱۳ سپتامبر ۲۰۰۹ در مرکز ملی تنیس بیلی جین کینگ یواس‌تی‌ای در فلاشینگ مدوز شهر نیویورک برگزار شد. کیم کلیسترس، از زنان شماره یک سابق تنیس جهان در این دوره از مسابقات شرکت کرد و برای دومین بار پس از سال ۲۰۰۵ قهرمان این رقابت‌ها در بخش تک‌نفرهٔ زنان شد.

## خلاصه‌های روزانه

### روز اول (۳۱ اوت)
- سیدهای حذف‌شده:
  - تک‌نفرهٔ مردان:  ویکتور هانسکیو،  پل-هنری متیو
  - تک‌نفرهٔ زنان:  زیبیله بامر،  کیا کنپی
- برنامهٔ بازی‌ها

| بازی‌های برگزارشده در استادیوم آرتور اش       | بازی‌های برگزارشده در استادیوم آرتور اش | بازی‌های برگزارشده در استادیوم آرتور اش | بازی‌های برگزارشده در استادیوم آرتور اش |
| رویداد                                       | برنده                                  | بازنده                                 | نتیجه                                  |
| -------------------------------------------- | -------------------------------------- | -------------------------------------- | -------------------------------------- |
| تک‌نفرهٔ دور اول زنان                          | کیم کلیسترس [WC]                       | ویکتوریا کوتوزووا                      | ۶–۱، ۶–۱                               |
| تک‌نفرهٔ دور اول مردان                         | راجر فدرر [۱]                          | دوین بریتن [WC]                        | ۶–۱، ۶–۳، ۷–۵                          |
| تک‌نفرهٔ دور اول زنان                          | سرنا ویلیامز [۲]                       | الکسا گلچ [WC]                         | ۶–۴، ۶–۱                               |
| تک‌نفرهٔ دور اول زنان                          | ونوس ویلیامز [۳]                       | ورا دوشوینا                            | ۶۵–۷، ۷–۵، ۶–۳                         |
| تک‌نفرهٔ دور اول مردان                         | اندی رادیک [۵]                         | بیورن فاو                              | ۶–۱، ۶–۴، ۶–۲                          |
| بازی‌های برگزارشده در استادیوم لویس آرمسترانگ |                                        |                                        |                                        |
| رویداد                                       | برنده                                  | بازنده                                 | نتیجه                                  |
| تک‌نفرهٔ دور اول زنان                          | ویکتوریا ازارنکا [۸]                   | الکساندرا دالگرو                       | ۶–۱، ۶–۱                               |
| تک‌نفرهٔ دور اول مردان                         | جان ایسنر                              | ویکتور هانسکیو [۲۸]                    | ۶–۱، ۷–۶۱۴، ۷–۶۵                       |
| تک‌نفرهٔ دور اول زنان                          | آملی مورسمو [۱۷]                       | تاتیانا مالک                           | ۶–۳، ۶–۴                               |
| تک‌نفرهٔ دور اول مردان                         | جیمز بلیک [۲۱]                         | روبین رامیرز هیدالگو                   | ۶–۱، ۶–۴، ۷–۵                          |
| تک‌نفرهٔ دور اول زنان                          | دنیلا هنتوکووا [۲۲]                    | مگان مگن شاونسی                        | ۶–۲، ۴–۶، ۶–۱                          |

### روز دوم (۱ سپتامبر)
- سیدهای حذف‌شده:
  - تک‌نفرهٔ مردان:  ایگور آندریف،  ایوو کارلوویچ،  استانیسلاس واورینکا
  - تک‌نفرهٔ زنان:  آنا ایوانوویچ،  آلیسا کلیبانووا،  ورژینی ردزانو،  آگنش ساوائی
  - دونفرهٔ مردان:  استفن هاس /  راس هاچینز
- تنیسور روز: جسی ویتن، او که یک کوالیفایر آمریکایی با رتبهٔ ۲۷۶ بود، در نخستین بازی خود با غلبه بر ایگور آندریف که در ردهٔ ۲۹ قرار دارد، این عنوان را کسب کرد.
- برنامهٔ بازی‌های

| بازی‌های برگزارشده در استادیوم آرتور اش       | بازی‌های برگزارشده در استادیوم آرتور اش | بازی‌های برگزارشده در استادیوم آرتور اش | بازی‌های برگزارشده در استادیوم آرتور اش |
| رویداد                                       | برنده                                  | بازنده                                 | نتیجه                                  |
| -------------------------------------------- | -------------------------------------- | -------------------------------------- | -------------------------------------- |
| تک‌نفرهٔ دور اول زنان                          | اسوتلانا کوزنتسووا [۶]                 | یولیا گورژز                            | ۶–۳، ۶–۲                               |
| تک‌نفرهٔ دور اول زنان                          | دینارا سافینا [۱]                      | اولیویا روگوسک [WC]                    | ۶۵–۷، ۶–۲، ۶–۴                         |
| تک‌نفرهٔ دور اول مردان                         | نواک جوکوویچ [۴]                       | ایوان لیوبیچیچ                         | ۶–۳، ۶–۱، ۶–۳                          |
| تک‌نفرهٔ دور اول زنان                          | ماریا شاراپووا [۲۹]                    | اسوتانا پیرونکووا                      | ۶–۳، ۶–۰                               |
| تک‌نفرهٔ دور اول مردان                         | اندی ماری [۲]                          | ارنست گولبیس                           | ۷–۵، ۶–۳، ۷–۵                          |
| بازی‌های برگزارشده در استادیوم لویس آرمسترانگ |                                        |                                        |                                        |
| رویداد                                       | برنده                                  | بازنده                                 | نتیجه                                  |
| تک‌نفرهٔ دور اول زنان                          | کارولین وزنیاکی [۹]                    | گلینا وسکوبویوا                        | ۶–۴، ۶–۰                               |
| تک‌نفرهٔ دور اول مردان                         | توماس بردیچ [۱۷]                       | وین اودسنیک                            | ۷–۵، ۶–۴، ۶–۴                          |
| تک‌نفرهٔ دور اول زنان                          | یلنا یانکوویچ [۵]                      | روبرتا وینچی                           | ۶–۲، ۶–۳                               |
| تک‌نفرهٔ دور اول مردان                         | سم کوئری [۲۲]                          | مایکل یانی [Q]                         | ۶–۳، ۷–۵، ۶–۴                          |
| تک‌نفرهٔ دور اول زنان                          | کترینا بوندارنکو                       | آنا ایوانوویچ [۱۱]                     | ۲–۶، ۶–۳، ۷–۶۷                         |

### روز سوم (۲ سپتامبر)
- سیدهای حذف‌شده:
  - تک‌نفرهٔ مردان:
  - تک‌نفرهٔ زنان:  ماریون بارتولی،  آملی مورسمو،  آنابل مدینا گریگز،  اگنیشکا ردونسکا،  سامانتا استوسر
  - دونفرهٔ زنان:  ریکل کاپس-جونز /  ابیگیل اسپیرز
- تنیسور روز: فلاویا پنتا، به دلیل نشان دادن این‌که چرا در ردهٔ ۱۰ قرار گرفته و نیز یکی از آماده‌ترین تنیسورهای این تابستان که با نتیجهٔ ۶-۰ و ۶-۰ بر سانیا میرزا پیروز شد و تا کنون سه ست پیاپی را با نتیجهٔ ۶-۰ برده است.
- برنامهٔ بازی‌ها

| بازی‌های برگزارشده در استادیوم آرتور اش       | بازی‌های برگزارشده در استادیوم آرتور اش | بازی‌های برگزارشده در استادیوم آرتور اش | بازی‌های برگزارشده در استادیوم آرتور اش |
| رویداد                                       | برنده                                  | بازنده                                 | نتیجه                                  |
| -------------------------------------------- | -------------------------------------- | -------------------------------------- | -------------------------------------- |
| دور دوم تک‌نفرهٔ زنان                          | الکساندرا وزنیاک                       | آملی مورسمو [۱۷]                       | ۶–۴، ۶–۰                               |
| دور دوم تک‌نفرهٔ زنان                          | ونوس ویلیامز [۳]                       | بتنی متک-سندز                          | ۶–۴، ۶–۲                               |
| دور اول تک‌نفرهٔ مردان                         | رافائل نادال [۳]                       | ریچارد گاسکه                           | ۶–۲، ۶–۲، ۶–۳                          |
| دور دوم تک‌نفرهٔ مردان                         | راجر فدرر [۱]                          | سیمون گرول                             | ۶-۳، ۷-۵، ۷-۵                          |
| دور دوم تک‌نفرهٔ زنان                          | سرنا ویلیامز [۲]                       | ملیندا چینک                            | ۶-۱، ۶-۱                               |
| بازی‌های برگزارشده در استادیوم لویس آرمسترانگ |                                        |                                        |                                        |
| رویداد                                       | برنده                                  | بازنده                                 | نتیجه                                  |
| دور دوم تک‌نفرهٔ زنان                          | فلاویا پنتا [۱۰]                       | سانیا میرزا                            | ۶–۰، ۶–۰                               |
| دور اول تک‌نفرهٔ مردان                         | یورگن ملزر                             | مارات سافین                            | ۱–۶، ۶–۴، ۶–۳، ۶–۴                     |
| دور دوم تک‌نفرهٔ زنان                          | کیم کلیسترس [WC]                       | ماریون بارتولی [۱۴]                    | ۵–۷، ۶–۱، ۶–۲                          |
| دور اول تک‌نفرهٔ مردان                         | خوان مارتین دل-پوترو [۶]               | خوان موناکو                            | ۶–۳، ۶–۳، ۶–۱                          |

### روز چهارم (۳ سپتامبر)
- سیدهای حذف‌شده:
  - تک‌نفرهٔ مردان:
  - تک‌نفرهٔ زنان:  الونا بوندارنکو،  النا دیمنتیوا،  یلنا یانکوویچ،  زابینا لیزیکی،  پتی اشنیدر

- - دونفرهٔ زنان:
- برنامهٔ بازی‌ها

| بازی‌های برگزارشده در استادیوم آرتور اش       | بازی‌های برگزارشده در استادیوم آرتور اش | بازی‌های برگزارشده در استادیوم آرتور اش | بازی‌های برگزارشده در استادیوم آرتور اش |
| رویداد                                       | برنده                                  | بازنده                                 | نتیجه                                  |
| -------------------------------------------- | -------------------------------------- | -------------------------------------- | -------------------------------------- |
| دور دوم تک‌نفرهٔ زنان                          | ملانی اودین                            | النا دیمنتیوا [۴]                      | ۵–۷، ۶–۵، ۶–۳                          |
| دور دوم تک‌نفرهٔ زنان                          | یاروسلاوا شودووا                       | یلنا یانکوویچ [۵]                      | ۶–۳، ۶–۷(۴)، ۷–۶(۶)                    |
| دور دوم تک‌نفرهٔ مردان                         | جیمز بلیک [۲۱]                         | الیویر روشو                            | ۶–۴، ۳–۶، ۷–۶(۶)، ۶–۳                  |
| دور دوم تک‌نفرهٔ زنان                          | ماریا شاراپووا [۲۹]                    | کریستینا مک‌هیل [WC]                    | ۶–۲، ۶–۱                               |
| دور دوم تک‌نفرهٔ مردان                         | اندی رادیک [۵]                         | مارک گیکوئل                            | ۶–۱، ۶–۴، ۶–۴                          |
| بازی‌های برگزارشده در استادیوم لویس آرمسترانگ |                                        |                                        |                                        |
| رویداد                                       | برنده                                  | بازنده                                 | نتیجه                                  |
| دور دوم تک‌نفرهٔ زنان                          | دینارا سافینا [۱]                      | کریستینا باروا                         | ۶–۷(۵)، ۶–۲، ۶–۳                       |
| دور دوم تک‌نفرهٔ مردان                         | سم کوئری [۲۲]                          | کوین کیم                               | ۷–۵، ۶–۷(۶)، ۶–۴، ۶–۴                  |
| دور دوم تک‌نفرهٔ زنان                          | اسوتلانا کوزنتسووا [۶]                 | آناستازیا سواستووا                     | ۶–۴، ۶–۲                               |
| دور دوم تک‌نفرهٔ مردان                         | نواک جوکوویچ [۴]                       | کارستن بال [Q]                         | ۶–۳، ۶–۴، ۶–۴                          |

### روز پنجم (۴ سپتامبر)
- سیدهای حذف‌شده:
  - تک‌نفرهٔ مردان:  داوید فرر،  ویکتور ترویکی
  - تک‌نفرهٔ زنان:  ویکتوریا ازارنکا،  النا وسنینا
- برنامهٔ بازی‌ها

| بازی‌های برگزارشده در استادیوم آرتور اش       | بازی‌های برگزارشده در استادیوم آرتور اش | بازی‌های برگزارشده در استادیوم آرتور اش | بازی‌های برگزارشده در استادیوم آرتور اش |
| رویداد                                       | برنده                                  | بازنده                                 | نتیجه                                  |
| -------------------------------------------- | -------------------------------------- | -------------------------------------- | -------------------------------------- |
| دور سوم تک‌نفرهٔ زنان                          | دنیلا هنتوکووا [۲۲]                    | وانیا کینگ [WC]                        | ۶–۲، ۶–۲                               |
| دور سوم تک‌نفرهٔ زنان                          | سرنا ویلیامز [۲]                       | ماریا خوزه مارتینز سانچز               | ۶–۳، ۷–۵                               |
| دور دوم تک‌نفرهٔ مردان                         | اندی ماری [۲]                          | پل کپدویل                              | ۶–۲، ۳–۶، ۶–۰، ۶–۲                     |
| دور سوم تک‌نفرهٔ زنان                          | ونوس ویلیامز [۳]                       | ماگدالنا ریباریکووا                    | ۶–۲، ۷–۵                               |
| دور دوم تک‌نفرهٔ مردان                         | رافائل نادال [۳]                       | نیکولاس کیفر                           | ۶–۰، ۳–۶، ۶–۳، ۶–۴                     |
| بازی‌های برگزارشده در استادیوم لویس آرمسترانگ |                                        |                                        |                                        |
| رویداد                                       | برنده                                  | بازنده                                 | نتیجه                                  |
| دور سوم تک‌نفرهٔ زنان                          | فلاویا پنتا [۱۰]                       | الکساندرا وزنیاک                       | ۶–۱، ۶–۱                               |
| دور دوم تک‌نفرهٔ مردان                         | خوان مارتین دل پوترو [۶]               | یورگن ملزر                             | ۷–۶(۶)، ۶–۳، ۶–۳                       |
| دور دوم تک‌نفرهٔ مردان                         | نیکولاس آلماگرو [۳۲]                   | رابی گینپری                            | ۶–۷(۷)، ۶–۲، ۶–۳، ۴–۶، ۶–۴             |
| دور سوم تک‌نفرهٔ زنان                          | کیم کلیسترس [WC]                       | کیرستن فلیپکنس                         | ۶–۰، ۶–۲                               |

### روز ششم (۵ سپتامبر)
- سیدهای حذف‌شده:
  - تک‌نفرهٔ مردان:  جیمز بلیک،  تامی هاس،  لیتون هیوییت، فیلیپ کولشرایبر،  سم کوئری،  اندی رادیک
  - تک‌نفرهٔ زنان:  سورانا کریستیا،  جومگ جیر،  دینارا سافینا، ماریا شاراپووا

| بازی‌های برگزارشده در زمین‌های اصلی                      | بازی‌های برگزارشده در زمین‌های اصلی      | بازی‌های برگزارشده در زمین‌های اصلی      | بازی‌های برگزارشده در زمین‌های اصلی      |
| بازی‌های برگزارشده در استادیوم آرتور اش                 | بازی‌های برگزارشده در استادیوم آرتور اش | بازی‌های برگزارشده در استادیوم آرتور اش | بازی‌های برگزارشده در استادیوم آرتور اش |
| رویداد                                                 | برنده                                  | بازنده                                 | نتیجه                                  |
| ------------------------------------------------------ | -------------------------------------- | -------------------------------------- | -------------------------------------- |
| دور سوم تک‌نفرهٔ مردان                                   | راجر فدرر [۱]                          | لیتون هیوییت [۳۱]                      | ۴–۶، ۶–۳، ۷–۵، ۶–۴                     |
| دور سوم تک‌نفرهٔ زنان                                    | ملانی اودین                            | ماریا شاراپووا [۲۹]                    | ۳–۶، ۶–۴، ۷–۵                          |
| دور سوم تک‌نفرهٔ مردان                                   | جان ایسنر                              | اندی رادیک [۵]                         | ۷–۶(۳)، ۶–۳، ۳–۶، ۵–۷، ۷–۶(۵)          |
| دور سوم تک‌نفرهٔ مردان                                   | تامی روبردو [۱۴]                       | جیمز بلیک [۲۱]                         | ۷–۶(۲)، ۶–۴، ۶–۴                       |
| بازی‌های برگزارشده در استادیوم لویس آرمسترانگ           |                                        |                                        |                                        |
| رویداد                                                 | برنده                                  | بازنده                                 | نتیجه                                  |
| دور سوم تک‌نفرهٔ مردان                                   | نواک جوکوویچ [۴]                       | جسی ویتن [Q]                           | ۶–۷(۲)، ۶–۳، ۷–۶(۲)، ۶–۴               |
| دور سوم تک‌نفرهٔ مردان                                   | فرناندو ورداسکو [۱۰]                   | تامی هاس [۲۰]                          | ۳–۶، ۷–۵، ۷–۶(۸)، ۱–۶، ۶–۴             |
| دور دوم دونفرهٔ زنان                                    | سرنا ویلیامز [۴] ونوس ویلیامز [۴]      | یونگ-جان چان کترینا زریبوتنیک          | ۷–۵، ۶–۱                               |
| دور سوم تک‌نفرهٔ زنان                                    | پترا کویتووا                           | دینارا سافینا [۱]                      | ۶–۴، ۲–۶، ۷–۶(۵)                       |
| بازی‌های برگزارشده در گرنداستند                         |                                        |                                        |                                        |
| رویداد                                                 | برنده                                  | بازنده                                 | نتیجه                                  |
| دور سوم تک‌نفرهٔ مردان                                   | رادک استپانک [۱۵]                      | فیلیپ کولشرایبر [۲۳]                   | ۴–۶، ۶–۲، ۶–۳، ۶–۳                     |
| دور سوم تک‌نفرهٔ زنان                                    | نادیا پترووا [۱۳]                      | جیر جونگ [۲۱]                          | ۶–۴، ۶–۱                               |
| دور سوم تک‌نفرهٔ مردان                                   | رابین سودرلینگ [۱۲]                    | سم کوئری [۲۲]                          | ۶–۲، ۷–۵، ۶–۷(۶)، ۶–۱                  |
| دور سوم تک‌نفرهٔ زنان                                    | اسوتلانا کوزنتسووا [۶]                 | شاهار پئر                              | ۷–۵، ۶–۱                               |
| دور سوم تک‌نفرهٔ زنان                                    | کارولین وزنیاکی [۹]                    | سورانا کریستیا [۲۴]                    | ۶–۳، ۶–۲                               |
| پس‌زمینه‌های رنگی، نشان‌دهندهٔ بازی‌های برگزارشده در شب است |                                        |                                        |                                        |

### روز یازدهم (۱۰ سپتامبر)
- سیدهای حذف‌شده:
  - تک‌نفرهٔ مردان:  مارین چیلیچ
  - دونفرهٔ زنان:  آلیسا کلیبانووا /  ایکترینا ماکارووا
  - دونفرهٔ مختلط:  کارا بلک /  لیندر پائس
- برنامهٔ بازی‌ها

| بازی‌های برگزارشده در زمین‌های اصلی                      | بازی‌های برگزارشده در زمین‌های اصلی             | بازی‌های برگزارشده در زمین‌های اصلی             | بازی‌های برگزارشده در زمین‌های اصلی      |
| بازی‌های برگزارشده در استادیوم آرتور اش                 | بازی‌های برگزارشده در استادیوم آرتور اش        | بازی‌های برگزارشده در استادیوم آرتور اش        | بازی‌های برگزارشده در استادیوم آرتور اش |
| رویداد                                                 | برنده                                         | بازنده                                        | نتیجه                                  |
| ------------------------------------------------------ | --------------------------------------------- | --------------------------------------------- | -------------------------------------- |
| نیمه‌نهایی دونفرهٔ زنان                                  | سرنا ویلیامز [۴] ونوس ویلیامز [۴]             | آلیسا کلیبانووا [۱۳] ایکترینا ماکارووا [۱۳]   | ۷–۶(۴)، ۳–۶، ۶–۲                       |
| فینال دونفرهٔ مختلط                                     | کارلی گالیکسن ترویس پرت                       | کارا بلک [۲] لیندر پائس [۲]                   | ۶–۲، ۶–۴                               |
| یک‌چهارم نهایی تک‌نفرهٔ مردان                             | خوان مارتین دل‌پوترو [۶]                       | مارین چیلیچ [۱۶]                              | ۴–۶، ۶–۳، ۶–۲، ۶–۱                     |
| یک‌چهارم نهایی تک‌نفرهٔ مردان                             | فرناندو گونزالز [۱۱] دربرابر رافائل نادال [۳] | فرناندو گونزالز [۱۱] دربرابر رافائل نادال [۳] | ۶–۷(۴)، ۶(۲)–۶(۳) (نیمه‌تمام)           |
| بازی‌های برگزارشده در استادیوم لویس آرمسترانگ           |                                               |                                               |                                        |
| رویداد                                                 | برنده                                         | بازنده                                        | نتیجه                                  |
| دور سوم تک‌نفرهٔ پسران                                   | بوکی بامبری [۱]                               | جک ساک                                        | ۶–۴، ۶–۴                               |
| یک‌چهارن نهایی تک‌نفرهٔ زنان ویلچری                       | ایستر ورجیر [۱]                               | فلورنس گرویلیر                                | ۶–۲، ۷–۵                               |
| دور سوم تک‌نفرهٔ دختران                                  | بیستریس کاپرا [۱۶]                            | ایژا محمد                                     | ۳–۶، ۶–۱، ۶–۱                          |
| یک‌چهارم نهایی تک‌نفرهٔ مردان ویلچری                      | شینگو کونیدا [۱]                              | مارتین لگنر                                   | ۶–۲، ۶–۰                               |
| پس‌زمینه‌های رنگی، نشان‌دهندهٔ بازی‌های برگزارشده در شب است |                                               |                                               |                                        |

## بزرگسالان

### انفرادی مردان
TBD vs.  TBD

### انفرادی زنان
TBD vs.  TBD

### دونفرهٔ مردان
TBD /  TBD vs.  TBD /  TBD

### دونفرهٔ زنان
TBD /  TBD vs.  TBD /  TBD

### دونفرهٔ مختلط
TBD /  TBD vs.  TBD /  TBD

## سیدبندی
کناره‌گیرنده‌ها: دیوید نعلبندیان، دومینیکا سیبولکووا، مردی فیش
| 1. راجر فدرر 2. اندی ماری 3. رافائل نادال 4. نواک جوکوویچ 5. اندی رادیک 6. خوان مارتین دل پوترو 7. جو-ویلفرد تسونگا 8. نیکولای داویدنکو 9. ژیل سیمون 10. فرناندو ورداسکو 11. فرناندو گونزالز 12. رابین سودرلینگ 13. گال مونفیل 14. تامی روبردو 15. رادک استپانک 16. مارین سیلیچ 17. توماس بردیچ 18. داوید فرر 19. استاینسلاس واورینکا (دور اول، بازنده به نیکولاس لپنتی) 20. تامی هاس 21. جیمز بلیک 22. سم کوئری 23. فیلیپ کولشرایبر 24. خوان کارلوس فررو 25. مردی فیش (کناره‌گیری به دلیل آسیب‌دیدگی دنده) 26. پل-هنری متیو (دور اول، بازنده به میخاییل یوژنی) 27. ایوو کارلوویچ (دور اول، بازنده به ایوان ناوارو) 28. ویکتور هانسکیو (دور اول، بازنده به جان ایسنر) 29. ایگور آندریف (دور اول، بازنده به یسی ویتن) 30. ویکتور ترویکی 31. لیتون هیوییت 32. نیکولاس آلماگرو | 1. دینارا سافینا 2. سرنا ویلیامز 3. ونوس ویلیامز 4. النا دیمنتیوا 5. یلنا یانکوویچ 6. اسوتلانا کوزنتسووا 7. ویرا زوناروا 8. ویکتوریا ازارنکا 9. کارولین وزنیاکی 10. فلاویا پنتا 11. آنا ایوانوویچ (دور اول، بازنده به کترینا بوندارنکو) 12. اگنیشکا ردونسکا 13. نادیا پترووا 14. ماریون بارتولی 15. سامانتا استوسر 16. ورژینی ردزانو (دور اول، بازنده به یانینا ویکمایر) 17. املی مورسمو 18. نا لی 19. پتی اشنیدر 20. آنابل مدینا گریکز 21. جونگ ژیر 22. دنیلا هنتوکووا 23. زابینا لیزیکی 24. سورانا کرستیا 25. کیا کنپی (دور اول، بازنده به چانگ کای-چنگ) 26. فرنچسکا اسکیاونی 27. آلیسا کلیبانووا (دور اول، بازنده به پترا کویتووا) 28. زیبیله بامر (دور اول، بازنده به ماریا خوزه مارتنیز سانچز) 29. ماریا شاراپووا 30. الونا بوندارنکو 31. النا وسنینا 32. آگنش ساوائی (دور اول، بازنده به شاهار پئر) |

## پوشش رسانه‌ای
| کشور                | پخش‌کننده‌ها                                      |
| ------------------- | ----------------------------------------------- |
| ایالات متحده آمریکا | سی‌بی‌اس ای‌اس‌پی‌ان۲ تنیس چنل                       |
| کانادا              | تی‌اس‌ان آردی‌اس تی‌اس‌ان ایچ‌دی تی‌اس‌ان۲              |
| بریتانیا            | اسکای اسپورتس ۲ اسکای اسپورتس اکسترا یورواسپورت |
| آلمان               | یورواسپورت                                      |
| مجارستان            | یورواسپورت                                      |
| اسپانیا             | دیجیتال پلاس انتنا ۳                            |
| هند                 | تن اسپورتس                                      |
| پاکستان             | تن اسپورتس                                      |
| ژاپن                | WOWOW                                           |